# Fourrier (Suisse)
 (signalé en août 2025).
Si vous disposez d'ouvrages ou d'articles de référence ou si vous connaissez des sites web de qualité traitant du thème abordé ici, merci de compléter l'article en donnant les références utiles à sa vérifiabilité et en les liant à la section « Notes et références ».
- Archive Wikiwix
- Bing
- Cairn
- DuckDuckGo
- E. Universalis
- Gallica
- Google
- G. Books
- G. News
- G. Scholar
- Persée
- Qwant
- (zh) Baidu
- (ru) Yandex
- (wd) trouver des œuvres sur Wikidata

Pour les articles homonymes, voir Fourrier (homonymie).
Le fourrier (dans l'Armée, la protection civile et les pompiers suisses) est un sous-officier supérieur responsable de la subsistance, de la comptabilité de la troupe et du bien-être de celle-ci. 

## Description

Insigne du grade de fourrier de l'armée suisse

Pour devenir fourrier dans l'armée suisse, il faut effectuer l'école de candidat fourrier d'unité auprès du SF sof sup 49 (stage de formation pour sous-officiers supérieurs) à la place d'armes de Berne. Après 8 semaines (jusqu'en novembre 2017 ; actuellement en 6 semaines) les aspirants sont promus au grade de Fourrier et partent effectuer un stage pratique (paiement de galons) auprès d'une compagnie. Durant ce nouveau service, les apprentis fourriers sont appuyés par différents militaires professionnels tels que des adjudants d'état major mais aussi par le quartier-maître. Ces derniers encadreront le Fourrier dans sa nouvelle fonction de fourrier. 
Ce grade se situe immédiatement au-dessus de celui de sergent-major et se situe au même niveau que celui de sergent-major chef.